# Orienteering Australia
Orienteering Australia er det nationale orienteringsforbund i Australien. Det er fuldgyldigt medlem af det Internationale Orienterings-Forbund. Orienteering Australia er ombygget omkring en føderal struktur, hvor hver af Australiens syv stater har et forbund, der er medlem af Orienteering Australia.

## Økonomi
Orienteering Australia er hovedsageligt finansieret af den Australske Sportskommision. Forbundet udover det en aftale med Silva, der specifikt sponsorerer National Orienteering League, samt Melbourne Bicycle Centre.